# This Ain’t American Horror Story XXX
This Ain’t American Horror Story XXX ist eine Porno-Parodie aus dem Jahr 2015 über die Fernsehserie American Horror Story.

## Inhalt
Der Film parodiert die ersten vier Staffeln der Serie in einzelnen Szenen. Diese sind:
- Szene 1: Zoey Monroe, Mark Wood
- Szene 2: Pristine Edge, Sarah Vandella, Ryan Driller
- Szene 3: Dahlia Sky, Kira Noir, Sean Michaels
- Szene 4: Penny Brooks, Scott Lyons

## Produktion und Veröffentlichung
Der Film wurde von Hustler Video produziert und vermarktet. Regie und Drehbuch übernahm Marc Weston. Erstmals wurde der Film am 20. Oktober 2015 in den Vereinigten Staaten veröffentlicht.

## Nominierungen und Auszeichnungen
- AVN Awards, 2017
  - Nominee: Most Outrageous Sex Scene, Penny Brooks, Scott Lyons
  - Nominee: Best Director: Parody, Marc Weston
  - Nominee: Best Makeup
  - Nominee: Best Screenplay: Parody
  - Nominee: Best Parody
  - Nominee: Best Special Effects
  - Nominee: Best Supporting Actor, Sean Michaels

- XBiz Awards, 2017
  - Nominee: Best Actress – Parody Release, Sarah Vandella
  - Nominee: Best Actor – Parody Release, Ryan Driller
  - Nominee: Best Scene – Parody Release, Penny Brooks, Scott Lyons
  - Nominee: Best Supporting Actor, Sean Michaels
  - Nominee: Best Non-Sex Performance, James Bartholet